# Hemicordulia fidelis
Hemicordulia fidelis – gatunek ważki z rodziny szklarkowatych (Corduliidae). Występuje w Vanuatu i Nowej Kaledonii.